# Rospuda
Rospuda je řeka v Podleském vojvodství v severovýchodním Polsku dlouhá asi 80 km. Protéká Suvalským pojezeřím a severozápadní částí Augustovského pralesa. Z hydrologického hlediska jde o horní tok řeky Netty, pravého přítoku řeky Biebrzy. Do Rospudy se vlévá řeka Blizna. Protéká obcemi Filipów, Bakałarzewo, Raczki, Augustov.

## Průběh toku
Rospuda má svůj počátek v pramenech svahů pahorků ležících jižně od Rominckého pralesa, jihovýchodně od města Gołdap. Vlastní řeka vytéká teprve z Černého jezera, dále teče na jih a jihovýchod přes řetěz devíti úzkých ledovcových jezer: Rospuda Filipowska, Kamienne, Długie, Garbaś, Głębokie, Sumowo, Okrągłe, Bolesty a Rospuda Augustowska, v němž svůj tok končí.
Na horním toku mezi jezery má Rospuda úzké a členité koryto a rychlý proud. Dno je kamenité a připomíná tak horský potok. Protéká lesy i loukami, úzkým údolím s vysokými a strmými břehy, časté jsou zákruty, kaňony, spadlé stromy. Úzká žlabová jezera jsou dlouhá několik kilometrů, dvě nejdelší - Rospuda Filipowska a Bolesty - jsou dlouhá 5,8 km při šířce pouhých 400 až 800 m. Jejich břehy jsou vysoké, místy zalesněné, občas s loukou a přetínané roklemi. Tento zajímavý reliéf terénu je výsledkem eroze vlivem stékajících dešťových vod.
V dolním toku řeka probíhá Augustovským pralesem, mění charakter na nížinný. Meandruje v podmoklém říčním údolí mezi oblastmi zarostlými rákosím. Říční koryto se rozšiřuje a vytváří bahnitou rašeliništní pánev, tzv. Údolí Rospudy.

## Údolí Rospudy
Údolí Rospudy (polsky Dolina Rospudy) je jedna z nejcennějších rašeliništních oblastí s přírodními a nenarušenými vodními vztahy. Zjednodušeně řečeno rašeliniště udržuje stálou úroveň vody, takže nezarůstá stromy a křovím. Tím se liší od močálových oblastí narušených lidským zásahem, které musejí být koseny, aby nezarostly expanzívními druhy a nálety dřevin.
Údolí Rospudy je chráněno vzhledem k výskytu vzácných druhů rostlin i živočichů. Roste tam mj. 19 zástupců vstavačovitých, které jsou přísně chráněné, včetně jediného polského výskytiště toříčku jednohlízného (Herminium monorchis), rostliny zapsané do Polské červené knihy rostlin, a jedno z několika míst, kde roste bělokvětý poddruh prstnatce pleťového. Na území údolí se vyskytují další vstavače, např. prstnatec májový (Dactylorhiza majalis), střevíčník pantoflíček (Cypripedium calceolus), korálice trojklaná (Corallorhiza trifida), prstnatec Fuchsův (Dactylorhiza fuchsii), prstnatec Traunsteinerův (Dactylorhiza traunsteineri), kruštík bahenní (Epipactis palustris), hlízovec Loeselův (Liparis loeselii) a další chráněné rostliny: bříza nízká (Betula humilis), jirnice modrá (Polemonium caeruleum), rosnatka anglická (Drosera anglica), rosnatka okrouhlolistá (Drosera rotundifolia), lilie zlatohlavá (Lilium martagon) aj.

## Ohrožení stavbou obchvatu Augustova

zelená stužka je symbolem kampaně „Zachraňte údolí Rospudy“

V současnosti je ohrožena výstavbou mezinárodní silnice E67 známá též jako Via Baltica.
Podle části ekologů, botaniků, zoologů, specialistů na mokřiny a Evropské komise je oblast údolí Rospudy ohrožena plánovanou stavbou obchvatu Augustova, v případě realizace tohoto projektu i samotná rychlostní komunikace a stavební práce přispějí ke zničení přírody, včetně hnízdišť ptáků a míst výskytů chráněných rostlin. Budova přemostění může narušit citlivé vodní vztahy v oblasti údolí. Je plánováno vykácení více než 20 tisíc stromů. Mnohem větší ohrožením pro existenci rostlin a zvířat může být samotný provoz obchvatu vzhledem k hluku, znečištění vzduchu, kolize ptáků s vozidly, stékání vody se solí a chemikáliemi z vozovky. Evropská komise na základě dokumentace projektu vyčítá akci škodlivý vliv na ptactvo představující předmět ochrany oblasti Natura 2000, nejasnosti ve zprávě ohledně vlivu akce na vodní poměry a vadnou přípravu programu přírodní kompenzace.
Toto stanovisko nepodporují vědci připravující podklady pro investora, Generální ředitelství rychlostních komunikací a dálnic (GDDKiA). Podle nich budou díky přemostění údolí poškození nevelká a budou kompenzována, navržena byla i zařízení odvádějící vodu z vozovky mimo údolí.